# Maguda pilipes
Maguda pilipes är en fjärilsart som beskrevs av George Francis Hampson 1926. Maguda pilipes ingår i släktet Maguda och familjen nattflyn. Inga underarter finns listade i Catalogue of Life.